# Tommy Dorsey
Tommy Dorsey   (Shenandoah, 19 de novembre de 1905 - Greenwich, 26 de novembre de 1956) va ser un músic de jazz nord-americà, trombonista i director de big band.

## Primers anys
Thomas Francis Dorsey, Jr. va néixer a Shenandoah (Pennsilvània), i va començar la seva carrera musical als 16 anys a l'oest de la seva ciutat tocant a la big band "The Scranton Sirens", cobrint el lloc que havia deixat Russ Morgan.
Tommy i el seu germà Jimmy van treballar en diverses orquestres (entre elles, les de Fred Rich, Rudy Vallee, Vincent López i, especialment, la de Paul Whiteman) abans de formar la Dorsey Brothers Orchestra el 1934. Problemes suscitats entre els mateixos germans, van portar Tommy Dorsey a abandonar el grup per formar la seva pròpia orquestra el 1935, just en el moment en què els germans estaven obtenint un gran èxit amb el tema Every Little Movement.

## La seva pròpia orquestra

La primera orquestra de Tommy Dorsey es va formar amb les restes de l'orquestra de Joe Haymes, i el seu net i líric estil trombonístic, tant en les balades com en els temes més ballables, es va convertir en un dels sons característics tant de la seva orquestra com de tota l'era del swing. La nova orquestra va obtenir èxits gairebé des del mateix moment en què va signar amb RCA Victor, per exemple amb "On Treasure Island", el primer de quatre èxits durant aquest any, que acabarien per ser 137 èxits en les llistes Billboard, amb temes com "I'ma Getting Sentimental Over You " (que demostra la seva extraordinària gamma tonal i la seva magistral ús de la sordina, aconseguint les notes més altes)," Casa "," The Big Apple "," Music, Mestre, Please "," i 'll Never Smile Again "," This Love of Mine"," On the Sunny Side of the Street "," TD's Boogie Woogie"," Well, Git 'It"," Opus One"," Manhattan Serenade " i "There Are Such Things", entre molts altres.
L'orquestra va comptar amb un gran nombre dels millors instrumentistes de jazz de l'època, entre ells els trompetistes Bunny Berigan, Ziggy Elman, George Seaberg i Charlie Shavers, el trompetista, arranjador i compositor Sy Oliver (que va escriure "Well, Git 'It " i " Opus One "), el bateria Buddy Rich i els cantants Jo Stafford, Dick Haymes i Frank Sinatra. Sinatra va aconseguir els seus primers grans èxits com a vocalista en l'orquestra de Dorsey i va acabar afirmant que el seu control de la respiració ho havia après veient a Dorsey tocar el trombó. Al seu torn, Dorsey afirmava que el seu estil estava en deute amb el de Jack Teagarden. Un altre membre de l'orquestra deuria passar temps observant i escoltant els arranjaments de Sy Oliver: el trombonista Nelson Riddle, la col·laboració posterior amb Sinatra com a arranjador i director de les seves orquestres ha estat considerada revolucionària per a la música popular després de la Segona Guerra Mundial.
Dorsey va haver de dissoldre la seva orquestra després de la Guerra, a finals de 1946 en concret, com moltes big bands van haver de fer per culpa dels canvis en el negoci de la música produïts en aquests anys. Però un disc de grans èxits (All-Time Hits) li va permetre reorganitzar l'orquestra al començament de 1947.
Els germans Dorsey es van reconciliar més tard, després de dissoldre Jimmy la seva reeixida orquestra el 1953 i haver estat convidat per Tommy a unir-se a la seua, que més tard seria redenominada com Dorsey Brothers Orchestra. L'orquestra va realitzar gires i va tenir el seu propi programa de televisió, Stage Show, entre 1954 i 1956, en què, entre d'altres, van presentar públicament a tota la nació a Elvis Presley.

## Mort i llegat
El 1956, Tommy Dorsey va morir als 51 anys a la seva casa de Greenwich (Connecticut), mentre dormia (havia estat sedat per dormir després d'un dinar especialment pesat). Jimmy Dorsey va liderar l'orquestra del seu germà fins a la seva pròpia mort per un càncer de coll a l'any següent. En aquest moment, el trombonista Warren Covington va assumir la direcció d'aquesta, amb el beneplàcit de Jane Dorsey (qui tenia els drets sobre l'última orquestra i nom del seu marit) i va produir, curiosament, l'èxit més gran comercial realitzat mai sota el nom de Dorsey. Publicitats com la Tommy Dorsey Orchestra Starring Warren Covington, van arribar al capdamunt de les llistes el 1958 amb "Tea For Two Cha-Cha". Covington va liderar l'orquestra Dorsey fins a 1970 (també va liderar i va gravar amb la seva pròpia orquestra), després de la qual cosa Jane Dorsey la va reanomenar com The Tommy Dorsey Orchestra, que és conduïda en l'actualitat per Buddy Morrow. Jane Dorsey va morir per causes naturals als 73 anys l'any 2003.

## Vida personal
Dorsey es va casar diverses vegades. Amb la seva primera dona, Mildred Kraft, va fugir quan ella tenia 16 anys i ell 17, el 1922. Van tenir dos nens però es van divorciar el 1943. Després es va casar amb l'actriu cinematogràfica Pat Dane el 1943 i es van divorciar el 1947, encara que no sense que abans arribés als titulars de la premsa per colpejar l'actor Jon Hall, qui havia abraçat a Pat. Finalment, Dorsey es va casar amb Jane New (b. Circa 1924 - 24 agost de 2003) el 1948, matrimoni que duraria la resta de la seva vida. Ella havia estat ballarina en el famós nightclub Copacabana.
Tommy i Jane Dorsey estan enterrats junts al Kensico Cemetery a Valhalla, New York. Sinatra va realitzar un disc d'homenatge a Dorsey el 1961 titulat "I Remember Tommy" amb arranjaments d'un dels alumnes de Dorsey, Sy Oliver.

## Discografia
Els CD recents amb enregistraments dels arranjaments de l'orquestra de Tommy Dorsey inclouen els següents temes (en ordre de popularitat). Les seves cançons originals van ser gravades com senzills. El seu enregistrament més venut va ser la seva versió orquestral del clàssic de Pinetop Smith, "Boogie-Woogie", que s'estima que ha venut 4 milions de còpies.
- Yes, Indeed!, que incluye: 1. Lonesome Road, Pt. 1, 2. Lonesome Road, Pt. 2, 3. Well All Right (Tonight's the Night), 4. Night in Sudan, 5. Stomp It Off, 6. Easy Does It, 7. Quiet Please (It's the Drummer in Me), 8. So What, 9. Swing High, 10. Swanee River, 11. Deep River, 12. Yes, Indeed!, 13. Loose Lid Special, 14. Swingin' on Nothin', 15. Hallelujah!, 16. Moonlight on the Ganges, 17. Well, Git It!, 18. Mandy, 19. Opus One, 20. Chloe, 21. At the Fat Man's, 22. The Minor Goes Muggin'
- Tommy Dorsey, que incluye: 1. Tiger Rag, 2. Three Moods, 3. I'm Getting Sentimental over You, 4. The Music Goes 'Round and Around, 5. At the Codfish Ball, 6. Song of India, 7. Liebestraum, 8. Satan Takes a Holiday, 9. Stop, Look and Listen, 10. Night and Day, 11. Once in a While, 12. Who?, 13. Panama, 14. The Sheik of Araby, 15. Copenhague, 16. Symphony in Riffs, 17. Hawaiian War Chant, 18. Milenberg Joys, Pts. 1 & 2, 19. Swing High, 20. Swanee River, 21. Deep River, 22. By the Sleepy Lagoon
- 1939, que incluye: 1. In the Middle of a Dream, 2. Milenberg Joys, Pt. 1, 3. Milenberg Joys, Pt. 2, 4. This Night, 5. Hold Tight, 6. A New Moon and an Old Serenade, 7. Honolulu, 8. Blue Moon, 9. Peckin' with the Penguins, 10. Only When You're in My Arms, 11. Got No Time, 12. Little Skipper, 13. Our Love, 14. Tea for Two, 15. By the River Sainte Marie, 16. Asleep or Awake, 17. You Grow Sweeter as the Years Go By, 18. If You Ever Change Your Mind, 19. To You, 20. This Is No Dream, 21. Marcheta, 22. The Lamp Is Low, 23. Dawn on the Desert
- 1938
- Stop, Look and Listen
- 1939, Vol No. 3
- Homefront: 1941-1945
- The Early Jazz Sides: 1931-1937
- All-Time Greates Dorsey/Sinatra Hits, Vol 1-4
- The V-Disc Recordings
- It's D'Lovely 1947-1950
- The Complete Tommy Dorsey, Vol. 2 (1936)
- Stardust
- Greatest Hits
- Sentimental
- Opus One
- 1937-1938
- The Fabulous Dorsey
- Greatest Hits (RCA)
- Tommy Dorsey, Vol. 1
- 1938, Vol. 2
- At the Fat Man's
- All-Time Greatest Dorsey/Sinatra Hits, Vol. 3
- All-Time Greatest Dorsey/Sinatra Hits, Vol. 2
- The Complete Standard Transciptions
- Having a Wonderful Time
- The Complete Tommy Dorsey, Vol 1 (1935)

## Filmografia
Tommy Dorsey va aparèixer en diverses pel·lícules. Encara que no conegut per les seves habilitats interpretatives, el seu talent com a director d'orquestra el feia resultar atractiu a les pel·lícules. Dorsey i els membres de la seva orquestra van aparèixer a les pel·lícules següents:
1940s
- Las Vegas Nights (1941)
- Ship Ahoy (1942)
- Presenting Lily Mars (1943)
- Girl Crazy (1943)
- Du Barry Was a Lady (1943)
- Thrill of a Romance (1945)
- The Great Morgan (1946)
- The Fabulous Dorseys (1947)
- A Song Is Born (1948) (Remake musical de Ball of Fire).

1950s
- Disc Jockey (1951)